# Други балкански рат
Други балкански рат (буг. Втората балканска война) оружани је сукоб који је трајао од 29. јуна до 10. августа 1913. за подјелу Македоније између Бугарске с једне стране и Србије, Грчке и Црне Горе с друге стране, као и Турске и Румуније, које су се придружиле борбеним дејствима против Бугарске. Рат су изазвале дипломате Аустроугарске и Њемачке с циљем да разбију Балкански савез.
Исход сукоба је био пораз Бугарске, усљед чега су Француска, Аустроугарска и Њемачка повећале свој утицај на Балкану, поткопавајући позиције Русије. Територију коју је Бугарска освојила у Првом балканском рату подијелиле су земље побједнице.

## Узроци

### Историјска позадина
Османско царство, које се ширило од свог настанка, заузело је Балканско полуострво у 15. вијеку. И прије доласка Османлија на Балкан, балкански народи су водили међусобне ратове. Заједнички непријатељ — Турска — приморао их је на консолидацију. У 17. вијеку почиње постепено слабљење царства. Народи које су Османлије покориле тежили су независности, па су у 18. вијеку током слабљења царства више пута избијали устанци покорених народа. Средином 19. вијека почело је образовање етничких држава. На Балкану, чији је већи дио чинило православно и словенско становништво, овај процес се одвијао уз помоћ Русије. До краја 19. вијека Турска је изгубила значајан дио својих европских посједа, на чијем подручју прво номинално зависни од ње, а касније су се појавиле независне Србија, Црна Гора, Грчка, Румунија и Бугарска.
Супротстављање великих сила на Балкану довело је до настанка Балканског савеза — војног одбрамбеног савеза Бугарске, Србије, Грчке и Црне Горе. Савез је створено под окриљем Русије и био је усмјерен против Аустроугарске, пошто је недавна Анексиона криза довела до дестабилизације ситуације на Балкану. Међутим, Балкански савез је почео да се сукоби са Турском. Чињеница је да је у све слабијем царству живио велики број Бугара, Грка и Срба. Осим тога, бугарска влада је жељела да што више прошири границе Бугарске стварањем Цјелокупне Бугарске — царства које је требало да покрије цијели источни Балкан. Србија је жељела излаз на Јадранско море припајањем западне Македоније и Албаније. Црна Гора је настојала да заузме главне турске луке на Јадрану и Новопазарски санџак. Грчкој је, као и Бугарској, било потребно да прошири своје границе. У савезу је било и противрјечности. Дакле, Грчка, Бугарска и Србија су се спориле око припадности Македоније, док су се саме Грчка и Бугарска спориле око Тракије. Румунија, која није била чланица савеза, такође имала претензије према Бугарској, а током Првог балканског рата користила је те претензије за политички притисак на Бугарску.

### Исход Првог балканског рата
Први балкански рат је званично почео 9. октобра 1912, иако је фактични Црна Гора почело сукобе с турским трупама 4. октобра. У прва два мјесеца рата, снаге Балканског савеза су биле у офанзиви на свим правцима. У Македонији је разбијена турска Западна (Македонска) армија, а код Киркларелија Источна армија. Дуготрајне битке испод Чаталџанске утврђене линије, дуге опсаде Једрена и Скадра приморале су стране да отпочну мировне преговоре. Преговоре су осујетили Младотурци, који су преузели власт у Турској. Нова турска влада имала је негативан став према националним мањинама, па је позвала Турске да наставе рат на Балкану, како би царству вратили „побуњене покрајине”. У 19 часова 3. фебруара 1913. настављена су војна дејства. У својој другој фази Балкански савез је успио да изнуди предају Скадра и Једрена. На преосталим секторима фронта вођен је позициони рат до 30. маја. Младотурска влада је 30. маја ипак престала да потпише мировни споразум у Лондону.
Према Лондонском мировном споразуму, Турска је изгубила већину својих европских посједа и сва острва у Егејском мору. Под њеном влашћу остао је само Истанбул и околина. Албанија је стекла независност, иако је у ствари била протекторат Аустроугарске и Италије.
Стварање нове државе није задовољило Грчку, Црну Гору и Србију, које су хтјеле да подјеле албанске територије међусобно. Осим тога, мировни споразум није предвидио како ће се територије које су припадале Турској подијелили у будућности. Земље чланице Балканског савеза морале су самостално да подијеле заузете територије. То је било проблематично, јер су Тракија и Македонија одмах по завршетку Првог балканског рата постале спорне територије за савезнике. Ситуација у овим регијама се стално заоштравала, Македонију је дијелила спорна демаркациона линија између Грчке, Бугарске и Србије. Нове границе државе никада нису дефинисане.

### Нова политичка ситуација
Њемачка и Аустроугарска, које су крајем 19. вијека биле увучене у свеевропску трку у наоружању, схватиле су да се приближава општеевропски рат. Русија је била потенцијални непријатељ, а много јачи Балкански савез био је њен савезник. Њега су се плашиле Турска, Њемачка и Аустроугарска. Да би се ослабио руски утицај на стратешки важном Балкану, потребно је било ликвидирати Балкански савез. Аустроугарска није могла непосредно да објави рат савезу, јер би се то могло развити у свеевропски (фактички свјетски) рат.
У таквој ситуацији њемачке и аустроугарске дипломате су крајем 1912. одлучиле да униште савез изнутра. Српског краља су наговарали да зарати са Бугарском и Грчком. То је аргументовано чињеницом да Србија у Првом балканском рату није добила жељени излаз на Јадран, али би то могла надокнадити анектирањем Македоније и Солуна. Тиме би Србија добила излаз на Егејско море. Истовремено, њемачке и аустроугарске дипломате су обављале дипломатске послове у бугарској пријестоници, Софији. Бугарску владу је надахнуло исто што и српску — анектирање Македоније. Аустроугарска је обећала Бугарској подршку у овом питању. Ипак мишљење бугарске стране се није промијенило. Она је и даље инсистирала на строгом поштовању свих клаузула српско-бугарског савезног споразума из 1912, који је поставио темеље Балканског савеза, тумачећи их, међутим у своју корист.
Српске власти су се сложиле са њемачким и аустроугарским дипломатама, а Србија се спремала за нови рат. О будућем рату озбиљно се расправљало у Народној скупштини Краљевине Србије већ у мају. У међувремену, Грчка, која није жељела јачање Бугарске и која је имала заједничку границу са Србијом, потписала је са Србијом савезнички споразум против Бугарске 1. јуна 1913. године. Грчка и Србија су имале заједничке интересе на Балкану — прије свега транзитну трговину. Русија, под чијим окриљем је настао Балкански савез, успротивила се њеном распаду. Руска влада је позвала на мирно рјешење овог питања. Планирано је да се сазове конференција свих „заинтересованих”, на којој би се успоставиле нове границе. Ситуацију је погоршао реваншизам Младотурака, који су жељели да поврате изгубљене територије.
Почетком љета 1913. у Србији је дошло до радикализације власти и свих сектора друштва. Почело је насилно „посрбљавање” у крајевима ослобођеним од Турака — сјеверозападној Македонији, Косову и Метохији. Крајем јуна је и сам српски краљ почео да позива на ширење државних граница. Основана је изузетно радикална група „Црна рука”. Настала је уз подршку контраобавјештајне службе и контролисала је већи дио српске владе. Сами Карађорђевићи су се плашили Црне руке. Унутрашњополитичку ситуацију отежавала је чињеница да се дио српске владе предвођен Николом Пашићем није слагао са политиком Црнорукаца. У новинама су почели да се појављују текстови о „издаји отаџбине Пашићевог кабинета”.

## Планови и снаге

### Концентрација трупа
До краја Првог балканског рата у Бугарској је образована 4. армија, а послије рата и 5. армија. Обје армије су биле у рангу са 1, 2. и 3. армијом. У ствари, ништа се у бугарским трупама није промијенили од недавног рата са Турском. На линији будућег фронта — српско-бугарска граница — Бугарска је дуго окупљала трупе, пошто су биле далеко од Чаталџе.
Српске трупе, главна ударна снага савеза против Бугарске, биле су развучене дуж цијеле границе са Бугарском. Србија имала укупно три армије и два самостална одреда. У саставу српских трупа биле су и црногорске трупе, од који су се налазиле у саставу 1. армије под командом пријестолонасљедника Александра Карађорђевића. Други дио српских трупа остао је у Скопљу као резерва. У истом граду налазило се и сједиште штаба врховне команде снага за борбу против Бугарске.
У Црној Гори, послије Првог балканског рата, трупе су се успјеле демобилисати, па је поново објављена мобилизација. У Србији и Бугарској су извршене додатне мобилизације за попуну снага. Од 23. до 27. јуна трупе обје земље су извучене на заједничку границу. Први контакт су имале 28. јуна, а истовремено је почела дипломатска криза између земаља бившег Балканског савеза и Русије, које је настојала да конфликт ријеши мирним преговорима. Истог дана у Санкт Петербургу је одређен датум за преговоре о припадности спорних територија, али је преговоре пореметио рат.

### Планови
Према плану Савов—Нерезов од 18. (31) маја 1913. бугарска команда планирала је напад на непријатеље на југу и пресјецање комуникације између Србије и Грчке. Сљедеће, Бугарска је хтјела да нападне Скопље и затим потпуно заузме Македонију. На заузетим територијама планирао је успостављање бугарске управе и спровођење пропаганде над мјесним становништвом. Очекивано, мјесно становништво требало је да подржи бугарску војску. Затим је бугарска влада хтјела да понуди противницима примирје и отпочне дипломатске преговоре. Бугарска влада је вјеровала да ће Србија након што бугарске заузму Скопље, под притиском, пристати на све бугарске услове.
Србија уочи рата није развила никакве посебне планове. Тек почетком јула, када је почео рат и када су српске трупе кренуле дубоко у Бугарску, српска и грчка влада су одлучиле да дипломатски окончају рат. Планирано је да се обузда бугарска офанзива на цијелом фронту, уз оптуживање Бугарске за кршење савезничких споразума, изолујући је на тај начин.

## Ток војних дејстава

### Битка код Кукуша
Бугарска 2. армија у јужној Македонији којом је командовао генерал Иванов је држала линију од Дојранског језера на југоисток преко језера Лангаза (данашње Језеро Коронија) и Бешика (данашње Волви), до луке Кавала у Егејском мору. Пошто је армија била овде још од маја (борила се у опсади Једрена у Првом балканском рату), њени војници су били изморени и вероватно нису бројали више од 40.000 људи у две слабе дивизије. Грци су тврдили да се њима супротставило најмање 80.000 људи.
Грчка војска, под командом краља Константина, је имала девет пешадијских дивизија и једну коњичку дивизију (укупно 120.000 људи), тако да их је било више од бугарских снага у односу два или три према један.
Код Кукуша су Бугари саградили јаку одбрану, укључујући заробљене турске топове који су доминирали равницом. 3. јула, грчка Четврта, Друга и Пета дивизија су кренуле у јуриш уз подршку артиљерије. Претрпели су тешке губитке, али су следећег дана освојили ровове. У међувремену, са леве бугарске стране, Седма дивизија је освојила Нигриту, а Прва и Шеста дивизија Лахану. Са десне стране је пала Ђевђелија и врх Матсикова. То је за последицу имало да бугарска линија за повлачење код Дојрана буде угрожена и Ивановљева армија је започела очајничко повлачење које је повремено претило да постане неконтролисано. Појачање у облику 14. дивизије је дошло прекасно и придружило се повлачењу према Струмици и бугарској граници. Грци су освојили Дојранско језеро 5. јула, али нису успели да пресеку бугарско повлачење у кланцу Струме. 11. јула, Грци су се придружили Србима и напредовали су уз реку Струму док нису стигли до кланца Кресна 24. јула. На том месту изморени Грци су стигли до краја својих логистичких система и зауставили су се.
Бугари су признали око 7.000 жртава код Кукуша. Још 6.000 заробљено уз 130 топова. Грци такође претрпели тешке губитке са 8.700 жртава. Ово је била одлучујућа победа на овом фронту и највећи грчки успех у оба Балканска рата.

### Брегалница, Калиманци и кланац Кресна
На фронту у централној Македонији, српске снаге су потиснуле Бугаре на исток у Брегалничкој бици (30. јун-9. јул.) У међувремену, на северу су Бугари почели да напредују према Пироту и натерали српске команданте да пошаљу појачање својој 2. армији која је бранила Пирот и Ниш. Ово је омогућило Бугарима да зауставе српску офанзиву у Македонији код Калиманција 18. јула.
Након што се се стање на српском фронту смирило, Бугарска је преместила своју Прву армију у подршку Другој армији која се одупирала Грцима код кланца Кресна. Константин је одбио предлог своје владе за примирје, тражећи одлучну победу на бојишту.
29. јула, консолидована бугарска војска је покренула нападе на оба крила приморавши Грке назад уз долине река Струме и Месте. Константин се суочавао са уништењем попут Римљана у Канској бици и тражио је помоћ од Срба. На његову несрећу, Срби нису били у положају да пошаљу помоћ после Калиманција и зато је краљ Константин тражио од своје владе да тражи примирје. Грци су имали око 10.000 жртава у току десет дана борбе. Бугарска влада је једнако тражила мир и зато је Константин спасен од уништења.

### Крај рата
Упркос стабилизовању фронта у Македонији, жеља бугарске владе за мир је настала због догађаја који су били далеко од Македоније. Румуни су напали 10. јула, заузевши спорну Добруџу и угрожавајући Софију са севера. Да ствар буде још гора, Турци су искористили ситуацију да поврате своје бивше поседе у Тракији, укључујући и Једрене, који су Бугари напустили 23. јула без испаљеног метка. Турска и румунска војска нису имале жртве у борби, иако су обе армије тешко патиле због поновног избијања колере.
Примирје је потписано 31. јула, а питања територија су решена споразумима из Букурешта и Цариграда. Бугарска је изгубила већину територија задобијених у Првом балканском рату, укључујући Добруџу, већину Македоније, Тракије и егејске обале, са изузетком луке Дедегач. Србија је постала доминантна сила на Балкану, а Грчка је добила Солун и његову околину, заједно са већином обале западне Тракије. То је било само привремено решење - 10 месеци касније борбе су обновљене с почетком Првог светског рата.
- Штаб Тимочке Војске снимљен у Бугарској, под рушевинама старе куле у Кули, јула 1913.
- Бугарски ров код Киликиса из Другог балканског рата
- Бугарски логор 1913.
- Проширење Србије после Балканских ратова
- Србија после Другог балканског рата
- Балкан 1913.
- Француска мапа подељених територија након Другог балканског рата

### После рата
На почетку Шумадијске улице у близини Славије 11. августа 1913. године српској победничкој војсци из II балканског рата на челу са престолонаследником Александром Карађорђевићем приређен је велики дочек од највиших војних и политичких власти Србије и Београда, представника грађанских организација и националних институција, као и неколико десетина хиљада људи из Београда, Србије и Војводине.
У септембру 1913. избио је први оружани сукоб на српско-албанској граници.

### Неке чињенице
Прислушкивање 
Током Другог балканског рата Србија је већ имала бежичне телеграфске справе, за које Бугари нису знали. Тако је једно време српска војска прислушкивала бугарске телеграфе. То је трајало све док их Бугари нису открили, јер је било забрањено емитовање на српским бежичним телеграфима. Због те грешке Бугари нису, до открића, ни користили шифровање порука.